# Nils Gabriel Sefström
Nils Gabriel Sefström (Ilsbo, 2 giugno 1787 – Stoccolma, 20 novembre 1845) è stato un chimico svedese.
Riscoprì il vanadio e gli diede questo nome.

## Biografia
Sefström era uno studente di Jöns Jakob Berzelius. Mentre studiava la fragilità dell'acciaio nel 1830 scoprì un nuovo elemento chimico, al quale diede il nome di vanadio, in onore della dea scandinava della bellezza Vanadis (altro nome di Freyja).
Il vanadio però era già stato scoperto nel 1801 dal mineralogista ispano-messicano Andrés Manuel del Río che gli aveva dato il nome di eritronio. Successivamente il chimico francese Hippolyte-Victor Collet-Descotils aveva sostenuto che l'eritronio altro non fosse che cromo impuro e del Río accettò queste conclusioni. Friedrich Wöhler confermò nello stesso 1830 che eritronio e vanadio erano lo stesso elemento, rivalutando gli studi di del Río.
Sefström divenne membro dell'Accademia Reale Svedese delle Scienze nel 1815.